# تشارلي كوبلي
تشارلي كوبلي (بالإنجليزية: Charlie Copley)‏ هو لاعب كرة قدم أمريكية أمريكي، ولد في 1 سبتمبر 1887 في ماهانوي في الولايات المتحدة، وتوفي في 29 مايو 1944 في ريدينغ في الولايات المتحدة.

## وصلات خارجية
- تشارلي كوبلي على موقع مرجع كرة القدم المحترفة.كوم (الإنجليزية)